# Нидерландский институт медиаискусства
Нидерландский институт медиаискусства — международная организация, занимающаяся изучением и коллекционированием медиаискусства, существовавшая в Амстердаме в 1978—2012 годах.

## История
Нидерландский институт медиаискусства был основан в 1978 году в Амстердаме художником и исследователем медиаискусства Рене Коэльо. Изначально носивший название МонтеВидео институт стал одним из первых выставочных пространств в Нидерландах, предназначенных для экспериментов на границе искусства и новых технологий.
Первые выставки Рене Коэльо устраивал в помещении своего дома, но в 1983 году институт МонтеВидео переехал в просторное помещение в Северном Амстердаме и начал активную выставочную деятельность, работая с голландскими и зарубежными художниками: были показаны работы таких художников, как Марина Абрамович, Билл Виола, Гарри Хилл, Шелли Сильвер и др. Параллельно начала формироваться коллекция медиаискусства и видеоарта.
В 1990 году МонтеВидео и Time Based Arts, организация, созданная Ассоциацией видеохудожников, и прежде считавшаяся конкурентом МонтеВидео, совместно занялись разработкой программы об искусстве для одного из телеканалов Амстердама. В 1993 году эти организации слились, образовав Нидерландский институт медиаискусства.
В 2012 году в связи с прекращением государственного финансирования Нидерландский институт медиаискусства был закрыт.

## Основные направления деятельности

### Коллекционирование
Коллекция Института насчитывает около 1000 произведений видеоарта и медиаискусства голландских и зарубежных художников, а также обширный архив документации уникальных событий и проектов, реализованных и представленных Институтом за годы существования.

### Образовательные проекты
Институт активно занимался популяризацией медиаискусства: в галерее Института проводилось не менее четырёх выставок в год, медиатека представляла широкие возможности для изучения коллекции.
Нидерландским институтом медиаискусства были разработаны образовательные программы для художников, искусствоведов, реставраторов, а также для широкой публики.

### Резиденции для художников
Одним из проектов Нидерландского института медиаискусства, направленных на создание пространства взаимодействия молодых художников, занимающихся медиаискусством, была предоставляемая художникам возможность проживания в резиденции Института.

### Премия Рене Коэльо
В 2004 году Институтом была учреждена Премия Рене Коэльо, предназначенная для студентов голландской Академии художеств, занимающихся медиаискусством.